# Frederick Cornwallis (1er baron Cornwallis)
Frederick Cornwallis, 1er baron Cornwallis (14 mars 1610/1 - janvier 1662) est un pair anglais, député et conseiller privé. Il est trésorier de la maison de 1660 à 1662. 

## Biographie
Il est le fils aîné de William Cornwallis de Brome (en), dans le Suffolk, et de sa deuxième épouse, Jane. Après la mort de son père, sa mère épouse Nathaniel Bacon.
Il est décédé subitement d'apoplexie. Samuel Pepys note sa mort dans le célèbre journal, et le décrit comme « un homme audacieux et bavard ». Une autre source contemporaine le décrit comme « un homme d'un esprit si joyeux qu'aucune douleur ne vint après son cœur, et d'un esprit si résolu qu'il ne craignait aucune peur ».

## Famille
Il se marie deux fois. Sa première épouse, Elizabeth Ashburnham, est la fille de John Ashburnham (d'Ashburnham et Penhurst, Sussex) et d'Elizabeth Richardson (en).
Après le mariage, en janvier 1631, le roi Charles Ier, Henriette-Marie de France et Susan Feilding, la comtesse de Denbigh écrivent pour féliciter sa mère Jane, Cornwallis Bacon, et lui demander de lui pardonner pour sa désobéissance et de lui rendre sa faveur. Denbigh déclare qu'Ashburnham est sa cousine « bien que sa famille soit malheureuse ».
Ils ont trois fils (dont un seul, Charles Cornwallis (2e baron Cornwallis), survit) et une fille. Après sa mort en février 1643, il épouse Elizabeth Crofts, fille d'Henry Crofts (de Little Saxham), avec qui il a une fille.